# Ctenobrycon multiradiatus
Ctenobrycon multiradiatus är en fiskart som först beskrevs av Steindachner, 1876.  Ctenobrycon multiradiatus ingår i släktet Ctenobrycon och familjen Characidae. Inga underarter finns listade i Catalogue of Life.